# Atkarsk
Atkarsk - Аткарск (rus) - és una ciutat de l'óblast de Saràtov, a Rússia.

## Geografia
Atkarsk es troba a la confluència dels rius Atkara i Medveditsa, a 80 km al nord-oest de Saràtov i a 650 km al sud-est de Moscou.

## Història
Atkarsk fou un poble tàtar en la desembocadura del riu Atkar. Aconseguí l'estatus de ciutat el 1780, i actualment es troba a la línia ferroviària Saràtov-Astracan-Moscou.